# Hassan Alavikia
Hassan Alavikia (en persa: حسن علوی‌کیا‎; Hamedan, Irán, 1 de diciembre de 1912 – La Jolla, Estados Unidos, 20 de abril de 2013) fue un general del gobierno del Shah de Irán. Fue uno de los fundadores de la SAVAK.

## Primeros años
Hassan Alavikia nació el 1 de diciembre de 1912 en Hamedan, Irán. Fue el hijo mayor de Abu Torab Alavikia, un rico hacendado terrateniente. Realizó su educación primaria y secundaria en el Colegio St. Louis de Isfahán y Teherán. En 1934, se graduó de la Escuela Militar, donde obtenido el título de alférez. Luego continuó su educación en la Universidad de Teherán, donde se graduó con título de derecho. Hablaba con fluidez cuatro idiomas: persa, inglés, francés y alemán.

## Trayectoria Militar
Fue el subdirector de la Segunda División del Buró Federal de Investigación del Ejército Tierra de Irán (1949-1951). Salió de la Segunda División en 1956 y fue nombrado Director Adjunto de asuntos internos de SAVAK (1956-1961).  En 1962 fue nombrado Jefe de la División Europea de la SAVAK, con sede en Colonia, por Mohamad Reza Shah Pahlavi (1962-1967). Se retiró del ejército en 1967 y luego se lanzó con éxito las empresas agrícolas.

## Últimos años
En enero de 1979, salió de Irán con su esposa a visitar a sus hijas a París donde hizon sus estudios en la Universidad Americana de París. Sin embargo, pocos días después de su llegada a París, comenzó la Revolución Islámica en Irán, y no podían volver. Pasó el resto de su vida con su esposa en el exilio en París y luego en el Sur de California, donde sus hijas vivían con sus familias.

## Familia
En 1956 el 6 de diciembre, el general se casó con Jila Pourrastegar, la hija de Hossein Pourrastegar, un coronel destacado en la brigada cosaca persa, comandada por Reza Shah. Tuvieron tres hijas: Tannaz, Golnaz y Farnaz.

## Muerte
En 2013 el 20 de abril, falleció en La Jolla, California, rodeado de su esposa, sus tres hijas y sus cinco nietos.